# WRKO

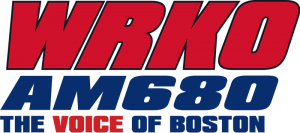
Logo de la station de radio WRKO

WRKO est une station de radio américaine basée à Boston, dans le Massachusetts et appartenant au groupe de médias Entercom (en). Elle diffuse ses programmes sur la fréquence 680 AM.